# BearShare
A BearShare egy népszerű zárt forráskódú Gnutella kliens, szoftvercsomag a Free Peers, Inc.-től. A szoftver lehetőséget biztosít a felhasználói számára, hogy a Gnutella protokoll használatával közvetlenül megosszák egymással állományaikat. A programcsomag Microsoft Windows alatt fut és számos verziója jött/jön ki, beleértve egy hirdetésekkel támogatott verziót is, valamint egy fizetős „professional” verziót, mely nem tartalmaz hirdetéseket.
Amikor Gnutella kliensekről és a Gnutella Developers Forumban (GDF) való részvételről van szó, úgy tűnik, hogy a BearShare a LimeWire-ral együtt egyike a legnépszerűbbeknek. Ez a széles körű implementációnak, a GDF ajánlatainak és a stabil hálózatnak köszönhető. Nem tudta elérni ugyanazt a hírnevet, mint az eDonkey hálózat, mivel hiányzik belőle a Partial-File Sharing (PFS), azaz részfájlmegosztás támogatottsága. A jelenlegi béta verzió (4.6) azonban tartalmazza a PFS-támogatást, és a kijövő végleges verzió tartalmazni fogja ezt a hálózati implementációt.
A Shareaza fejlesztője, Michael Stokes kivívta a FreePeers nemtetszését azzal, hogy Gnutella2-nek nevezte el a hálózatot anélkül, hogy egyeztetett volna a GDF-fel. Vincent Falco, a BearShare fő fejlesztője fenyegetőzött, hogy betiltja a Shareaza kapcsolódását emiatt.